# 土屋誠一
土屋 誠一（つちや せいいち、1975年 - 男性）は、日本の美術批評家、沖縄県立芸術大学美術工芸学部准教授。専門は近・現代美術史／写真論。美術評論家連盟所属。

## 経歴
立正大学文学部哲学科卒業、多摩美術大学大学院美術研究科（芸術学専攻）修士課程修了。印刷博物館非常勤スタッフを経て、2003年より美術評論家として執筆活動を開始。多摩美術大学助手を経て現職。
2014年には安倍政権の集団的自衛権の閣議決定に反応し、「反戦展」の開催を呼びかけた。その結果、運営メンバーも含めて63人の賛同者が集まり、土屋が実行委員長となって「反戦   来るべき戦争に抗うために」展がSNOW Contemporaryにて開催された。

## 著書

### 共著
- 『実験場　1950s』2012年、東京国立近代美術館
- 『現代アートの巨匠』2013年、美術出版社
- 『現代アートの本当の学び方』2014年、フィルムアート社
- 『現代アートの本当の見方 「見ること」が武器になる 』2014年、フィルムアート社
- 『Life is like a Melody　麻枝准トリビュート』2015年、死んだセカイ戦線
- 『拡張する戦後美術』2015年、小学館
- 『『美少女戦士セーラームーン』研究論集　少女マンガの表象研究会研究報告書』2015年、少女マンガの表象研究会
- 『キュレーションの現在』2015年、フィルムアート社
- 『沖縄画―8人の美術家による、現代沖縄の美術の諸相』2023年、ART DIVER

## 論文
- 「小林秀雄『近代繪畫』について--小林秀雄の美術評論とその方法」2007年、多摩美術大学研究紀要
- 「失くしたものの在処をめぐって　――斎藤義重、1973年、再制作」2003年、第12回美術手帖芸術評論募集（佳作）
- 「第4回<武蔵野美術>評論賞/受賞論文 平面・反復・差異--アンディ・ウォーホルの二速画(ディブティック)について」2001年、武蔵野美術